# Северное сияние (журнал, 1919—1920)
«Северное сияние» — первый советский журнал для детей. Издавался в 1919—1920 годах под редакцией Максима Горького в Петрограде.

## История
В 1919 году Максим Горький начал издавать в Петрограде ежемесячный журнал «Северное сияние», рассчитанный на детей 9—12 лет.
У журнала не было даже места для проведения редколлегий ― приходилось собираться раз в три месяца дома у Горького и там обсуждать материалы для очередного номера.
Номера выходили сдвоенными — в период Гражданской войны постоянный выпуск журнала, притом детского, был затруднён — в городе элементарно не хватало бумаги, были трудности с полиграфией. Однако, журнал выходил пусть и сдвоенными номерами (а в 1920 году ещё хуже — вышло всего два номера: № 1—6 и № 7—12) и даже пусть и скупо, но был иллюстрирован. 
К 1920 году журнал выходил тиражом в 15 000 экземпляров, но на следующий год был закрыт в связи с материальными трудностями.

## Содержание
В журнале публиковались рассказы, стихи, произведения народного творчества. В отделе «Клуб любознательных» помещались небольшие заметки и очерки по естествознанию, технике и прикладному искусству, обзоры открытий и изобретений. Отдел «Венок книге» составляли изречения известных философов и писателей о книге. В отделе «Загадки и шарады» был развлекательный материал. 
Направление журнала было определено Максимом Горьким в его статье «Слово к взрослым»:

В предлагаемом журнале мы — по мере сил наших — будем стремиться воспитать в детях дух активности, интерес и уважение к силе разума, к поискам науки, к великой задаче искусства — сделать человека сильным и красивым.
Первый номер журнала открывала сказка Максима Горького «Яшка».
В номере 10—12 были напечатаны рассказ «Маленькая римлянка» известного русского детского писателя Василия Авенариуса и «Зеркальце» Вячеслава Шишкова.
Также в журнале печатались произведения писателеё и поэтов — В. Князева, П. Сурожского, А. Чапыгина. 
В оформлении журнала приняли участие художники — П. Бучкин, В. Сварог, И. Симаков и другие.
Лучшие из напечатанных в журнале произведений затем издавались отдельно в «Библиотеке журнала» — всего вышло 9 книг. Например, приложением шёл рассказ «День за городом» А. П. Чехова.
Кроме того, журнал первым стал привлекать к сотрудничеству детей в качестве так называемых деткоров (детских корреспондентов).